# 선천 결함
선천 결함(congenital defect, 선천 결손, 선천 결손증, 선천성 결함) 또는 선천성 이상(congenital anomaly, 선천 이상) 또는 선천성 질환(先天性疾患, congenital disorder) 또는 선천성 장애(先天性障碍) 또는 선천성 질병(先天性疾病)은 병인에 관계 없이 태아 상태나 출생 과정에서 생기는 질병을 말한다. 신체 장애, 지적 장애, 발달 장애와 같은 건강 문제를 일으킬 수 있다.

## 같이 보기
- 과다신체부위증
- 디에틸스틸베스트롤의 선천 결함
- 선천 부신 과다형성